# القدر (مسلسل)
القدر مسلسل تلفزيوني لبناني عُرض في عام 2024، وهو النسخة العربية من المسلسل التركي لعبة القدر من إخراج فيليب أسمر، ومن تأليف جويل بيطار، ومن بطولة قصي خولي، رزان جمال، رندة كعدي، حسن عويتي، ميلاد يوسف، وسام حنا وفارس ياغي.

## قصة المسلسل
بعد سنوات من محاولة الإنجاب بأساليب عدة، تقرر تالا أن تلجأ إلى طريقة أخيرة غير تقليدية لحماية زواجها من زيد ووضع حد لانتقادات عائلته لها... فتستعين بأم بديلة.

## طاقم التمثيل

### الممثلون والشخصيات
- قصي خولي (زيد)
- رزان جمال (نور)
- ديمة قندلفت (تالا)
- رندة كعدي (الست نجوى)
- حسن عويتي (بهاء بيك)
- رانيا سلوان (رندا)
- فارس ياغي (تيم)
- آية طيبا (سمر)
- مارينال سركيس (هدى)
- وسام برق
- بيير داغر
- ميلاد يوسف (إياد)
- وسام حنا (يوسف)
- نورا رحال (ريما)
- فيكتوريا عون (دانا)
- مجدي مشموشي (ضيف شرف)

## فريق العمل
يشمل فريق عمل مسلسل "القدر" كل من:
- إخراج: فيليب أسمر
- تأليف: جويل بيطار
- شارك في الكتابة: مؤيد النابلسي
- إنتاج: ميديا ريفولوشن سفن (مفيد الرفاعي)
- المخرج المنفذ: عمرو أفغاني
- مدير التصوير: بشير الحاج

### أغنية الشارة
- غناء: باسكال مشعلاني
- كلمات: أحمد ماضي
- ألحان وتوزيع: ملحم أبو شديد